# Sistemas mediáticos comparados: tres modelos de relación entre los medios de comunicación y la política
Sistemas mediáticos comparados: tres modelos de relación entre los medios de comunicación y la política (2004), de Daniel C. Hallin y Paolo Mancini, es un estudio pionero en el campo de la investigación internacional comparativa del sistema de medios de comunicación. El estudio compara los sistemas de medios de comunicación de 18 democracias occidentales, incluyendo nueve países del norte de Europa (Austria, Bélgica, Dinamarca, Finlandia, Alemania, Países Bajos, Noruega, Suecia y Suiza), cinco países del sur de Europa (Francia, Grecia, Italia, Portugal y España) y cuatro países del Atlántico (Canadá, Gran Bretaña, Irlanda y los Estados Unidos de América). 
El marco conceptual desarrollado en este estudio resultó ser una contribución importante para el campo de la investigación comparativa de los sistemas de comunicación, ya que proporcionó un enfoque sistemático y pertinente mediante el cual analizar las diferencias y similitudes de las relaciones entre los medios de comunicación y la política. 
Desde la publicación del libro de Hallin y Mancini en 2004 se ha mantenido una vívida discusión académica (Desarrollos recientes), en particular en lo que respecta a la adecuación del marco que sugirieron para entender las variaciones entre los diferentes sistemas de todo el mundo, localizados en diferentes contextos culturales, sociales, y/o políticos. Como consecuencia, se puede afirmar un enorme progreso en el campo de la investigación comparativa de sistemas de comunicación.

## Contextualización

### Investigación comparativa de los sistemas de comunicación
El campo de la investigación comparativa de sistemas de comunicación tiene una larga tradición que se remonta al estudio Four Theories of the Press, que comenzaron Siebert, Peterson y Schramm en 1956. Este libro fue el origen del debate académico sobre la comparación y la clasificación de los sistemas de comunicación, considerando que estaba sesgado normativamente y muy influenciado por las ideologías de la época de la Guerra Fría. A pesar de que este enfoque ha sido a menudo criticado (por ejemplo, debido a su etnocentrismo, su estructura inconsistente, tipologías cuestionables, o su escasa base empírica del análisis), supuso un punto de partida para posteriores teorías normativas de los medios de comunicación y el desarrollo de este campo.
La investigación comparativa de sistemas de comunicación ha sido objeto de varios cambios desde su creación. El número de categorías para describir los sistemas mediáticos creció y alcanzó enfoques más complejos. Otra tendencia es que los investigadores se implican en los sistemas políticos de forma más intensa para explicar y comparar los sistemas de medios de comunicación. Un progreso más fundamental es el giro del enfoque normativo a uno de base empírica.
Todavía hay en varios países problemas de estudios comparativos de medios de comunicación que se deben solucionar. La validez del procedimiento de muestreo del país es uno de ellos, además de la definición adecuada del alcance de la comparación para satisfacer las características nacionales específicas de los casos, y la definición de indicadores adecuados como base para la comparación. Además, los modelos desarrollados son todavía relativamente estáticos, pues no son capaces de describir adecuadamente los cambios y los medios de comunicación en línea se han descuidado en gran medida, aunque su importancia ha ido en aumento desde finales de 1990.
Sin embargo, los estudios de sistemas de medios de comunicación comparativos son un instrumento importante para los fenómenos de comunicación contemporáneos en estudio. El diseño comparativo es un puente entre los estudios tradicionales y los nación-centrados en los sistemas de medios de comunicación y los nuevos medios de comunicación, así como las perspectivas de la globalización. Jakubowicz señala que los análisis del sistema de medios de comunicación comparativa son vistos contemporáneamente como el enfoque clave para entender los procesos de globalización de los medios de comunicación.

### Clasificación sistemática del enfoque
La investigación de la comparación de los sistemas de comunicación es un posible enfoque para estudiar los procesos de comunicación transnacionales y el cruce de fronteras en todo el mundo. Una sistematización muy útil y heurística del amplio campo de la comunicación transnacional y el cruce de fronteras proviene de Wessler y Brüggemann (2012) (véase también Dimensiones de análisis). De acuerdo con esta heurística, el enfoque de Hallin y Mancini puede ser identificado y localizado como una combinación específica de los componentes a lo largo de estas tres dimensiones de análisis. Su perspectiva de análisis se centra en la comparación de los sistemas de medios de comunicación dentro de las democracias occidentales. Por consiguiente, su nivel de análisis se centra en los sistemas de medios de comunicación en el contexto de los estados nacionales. Su objetivo principal es la relación medios-política, principalmente a nivel de las estructuras; pero además de eso, consideran todos los objetos de análisis para obtener una abarcadora comprensión de estas relaciones.

## Objetivos
Para Hallin y Mancini era fundamental desarrollar un marco conceptual unificado para la comparación de sistemas de medios de comunicación. Se centraron en crear una nueva teoría en vez de en probar otras anteriores, ya que las Cuatro Teorías sobre la Prensa que prevalecían hasta entonces y sus subsecuentes modificaciones normativas posteriores mostraron deficiencias para analizar correctamente los medios de comunicación actuales. Por consiguiente, Hallin y Mancini se centraron en un estudio empírico que consistía en “tratar estos sistemas, no como ideales abstractos, sino como formaciones sociales concretas que se desarrollan en unas condiciones históricas particulares.”
Hallin y Mancini, en un primer momento, eligieron un diseño de “los sistemas más similares”, es decir, que consistía en comparar sistemas parecidos en cuanto a estructura y funcionamiento para comprender en qué aspectos diferían unos de los otros y de este modo, descubrir características específicas de cada uno de los sistemas. Al seguir este diseño, conceptualizaron dimensiones que contenían variables independientes para analizar las similitudes y diferencias que presentaban los 18 países donde se realizó el estudio. Su objetivo era encontrar en su muestra patrones más o menos semejantes que se pudieran unificar, posiblemente, en un tipo ideal en términos conceptuales de Max Weber. Desde que las dimensiones y los modelos resultantes abarcaron las relaciones entre los sistemas de medios de comunicación y los sistemas políticos del mundo occidental, Hallin y Mancini no reclamaron ninguna validez (lógica) universal de su trabajo. Así pues, se debe volver a conceptualizar para conocer las condiciones específicas de la relación entre los medios y la política en el mundo occidental.

## El marco propuesto por Hallin y Mancini
El marco conceptual de Hallin y Mancini se conforma de cuatro dimensiones: la estructura de los medios de comunicación, el paralelismo político, el profesionalismo periodístico, y la intervención estatal en los medios de comunicación; y en cuanto a las cinco dimensiones: el papel del Estado, el tipo de democracia (democracia por consenso frente por mayoría), el tipo de pluralismo (pluralismo individual frente a pluralismo organizado), el grado de autoridad racional-legal, y el grado de pluralismo (pluralismo moderado frente a pluralismo polarizado) haciendo referencia a los contextos políticos de los medios de comunicación. Según la organización específica de cada una de las variables en estas dimensiones, Hallin y Mancini conceptualizaron los tres modelos de los medios de comunicación y la política.

### Dimensiones: medios de comunicación

#### La estructura de los mercados de comunicación[17]
La estructura de los medios de comunicación está íntimamente ligada con el desarrollo delmedio de comunicación de masas. Los autores subrayan diversas variables que se pueden utilizar para describir las características de la prensa escrita: 
- La magnitud de la tirada (impresión)
- La relación entre los periódicos y los lectores (la élite frente a la orientación de la masa)
- Las diferencias de género que llegan a contener los periódicos
- La relativa importancia que tienen los periódicos y la televisión como fuentes de noticias
- La ratio local, regional, y nacional de los periódicos
- El grado de una separación determinante entre la prensa sensacionalista y la prensa de calidad
- La segmentación de los mercados de telecomunicaciones; regional o lingüística
- La influencia de los países fronterizos en los medios nacionales

#### Paralelismo político[18]
El paralelismo político se refiere “al hecho de que, en algunos países,  los medios de comunicación tienen distintas orientaciones políticas, mientras que en otros países no es así.” Los autores establecieron 5 factores o indicadores para evaluar las medidas del paralelismo político:
- La influencia de la orientación política en el contenido de los medios de comunicación
- La tendencia de los representantes de los medios a formar parte de la vida política
- Partidismo de la audiencia mediática
- El papel de los periodistas respecto a su posicionamiento y función (p.ej. periodistas, abogados frente a árbitros neutrales; opinión y orientación frente a la opinión y posicionamiento del estilo del informe; separar frente a mezclar los comentarios y la información)
- Pluralismo interno (p.ej. tratar diferentes opiniones y perspectivas en un solo medio) o pluralismo externo (es decir,  tratar diferentes opiniones y perspectivas en una filial de los medios (p.ej.el sistema de prensa escrita))
- La regulación de la radiodifusión pública (p.ej. controlada por el gobierno, aislada del control político directo, representación proporcional de los partidos políticos o grupos sociales relevantes)

#### El profesionalismo periodístico[20]
El profesionalismo referencia a la continua independencia a instrumentalizar el periodismo:
- Grado de autonomía
- Desarrollo de distintas normas y reglas profesionales (p.ej. rutinas prácticas o principios éticos)
- El posicionamiento del servicio público respecto a los periodistas (es decir, el posicionamiento hacia el servicio ético o público en lugar de los intereses de cada persona en particular)

#### El papel del Estado[21]
Esta dimensión enfatiza el poder que tiene el sistema político en reorganizar la estructura y el funcionamiento de los medios de comunicación. “Pero existen diferencias considerables tanto en el grado participación del Estado como en las formas que adopta.” Hallin y Mancini utilizan las siguientes variables para tratar esta cuarta dimensión:
- Censura u otro tipo de presión política
- Fundación de los medios con subsidios económicos
- Organizaciones de propietarios de los medios-o telecomunicaciones
- Disposición del reglamento para los medios (leyes, licencias, etc.)
- El Estado como fuente de información y “principal definidor” de noticias

Por último, cabe decir que la interrelación de estas cuatro dimensiones es compleja. Se deben evaluar por medios empíricos por cada uno de los casos nuevos bajo objeto de estudio. En consecuencia, podrían “influenciar unos a otros en cuestiones importantes, pero también variar de forma independiente.”

### Dimensiones: contexto político
Como siguiente paso, Hallin y Mancini identificaron otras cinco dimensiones esenciales a la hora de evaluar los contextos políticos de los medios de comunicación. Hallin y Mancini tomaron conceptos relevantes de la literatura sobre la política comparada y la sociología política a fin de comprender mejor las influencias políticas sobre el desarrollo de los medios de comunicación. Las dimensiones resultantes se presentan como dicotomías, pero simplemente son polos diferentes de un conjunto. 
La primera dimensión es la del papel del Estado. La distinción entre las democracias liberales y las democracias del Estado de bienestar conceptualiza esta dimensión. La principal diferencia entre estas dos categorías es la intervención económica del Estado (p.ej. financiación contra mercado libre). Esta diferencia toma forma en la relativa importancia de la empresa privada o de la institución social dentro del sistema político en cuestión.
Otra dimensión dicotómica importante está etiquetada como democracia de consenso contra democracia mayoritaria. 
Los sistemas de democracia mayoritaria contienen dos partidos políticos dominantes, y debido al sistema de votación de la mayoría simple, el partido político vencedor realmente concentra su poder político de modo que haya una distinción clara entre el gobierno y la oposición. Además, el Consejo de Ministros influencia predominantemente los procesos de decisiones políticas. Por el contrario, el modelo de decisión por consenso comprende un sistema multipartidista que está basado en el principio de alternancia en el poder según la representació proporcional de modo que el compromiso y la cooperación entre las fuerzas contrarias sean centrales. Además, existe una clara separación entre el poder legislativo y el poder ejecutivo.
La tercera dimensión supone la distinción entre pluralismo individual y pluralismo organizado resp. liberalismo y corporativismo. El pluralismo individual se define como la organización de la representación política "en términos de la relación entre las instituciones del gobierno y los ciudadanos, junto a una multiplicidad de ‘intereses especiales’”. Por otro lado, la fijación en los grupos sociales organizados es más importante dentro de los sistemas de pluralismo estructurado. Por consiguiente, el corporativismo incluye la "integración formal de los grupos sociales al proceso político".
Hallin y Mancini identificaron la distinción entre la autoridad racional-legal y el clientelismo político como otra dimensión crucial. Siguiendo a Max Weber, Hallin y Mancini usaron el término "autoridad racional-legal" en su sentido de forma de gobernanza cuya influencia principal se mantiene a través de un reglamento formal y universal, es decir, un aparato administrativo independiente y autónomo no afectado por intereses políticos y económicos o lobbismo. Este aparato es la institución principal de un eficiente sistema racional-legal. En cambio, la orientación sobre los intereses comunes es mucho más débil dentro de los sistemas de clientelismo debido a que los intereses individuales y las relaciones privadas son las fuerzas principales que mantienen la organización social. Por consiguiente "los patrones son los que controlan el acceso a los recursos sociales distribuidos a los clientes a cambio de deferencia y distintas formas de apoyo”.
La última dimensión está conceptualizada por las distinciones entre el pluralismo moderado y el pluralismo polarizado. Las características principales del pluralismo polarizado son el poco consenso, la cuestionable legitimidad de las organizaciones políticas o de los sistemas políticos, y las profundas divisiones dentro del panorama político. Un indicador importante es la existencia de los partidos y facciones antisistema. En comparación con el pluralismo polarizado, el pluralismo moderado está caracterizado principalmente por tendencias más fuertes hacia el centro, menores diferencias ideológicas entre los partidos políticos, mayor aceptación de los sistemas políticos, y mejores oportunidades de lograr un consenso durante controversias políticas.

### Los tres modelos de relación entre los medios de comunicación y la política
Mediante el uso dimensiones anteriormente mencionadas, Hallin y Mancini dedujeron y conceptualizaron tres modelos ideales de relaciones entre los medios de comunicación y la política (‘ideal’ según Max Weber). Hallin y Mancini pudieron identificar patrones específicos por regiones geográficas que fueron cruciales para el etiquetado de los modelos individuales: 

#### Los tres modelos: Características del Sistema de los Medios de Comunicación[31]
| Dimensiones                                    | Modelo Mediterráneo o Pluralista Polarizado Francia, Grecia, Italia, Portugal, España | Modelo Noreuropeo o Corporativista Democrático Austria, Bélgica, Dinamarca, Finlandia, Alemania, Holanda, Noruega, Suecia, Suiza                                                                     | Modelo Liberal o Noratlántico Reino Unido, Estados Unidos, Canadá, Irlanda |
| ---------------------------------------------- | --- | --- | --- |
| La Industria Periodística                      | periódicos de baja circulación; prensa orientada políticamente hacia las élites | periódicos de alta circulación; desarrollo temprano de la prensa de circulación masiva | periódicos de circulación mediana; desarrollo temprano de la prensa comercial de circulación masiva |
| Paralelismo Político                           | alto paralelismo político; pluralismo externo, periodismo orientado al comentario; parlamentario o modelo del gobierno de control de la difusión ; sistemas de política sobre la difusión | pluralismo externo especialmente en la prensa nacional; históricamente una fuerte prensa partidista; cambia hacia prensa neutral comercial; sistema de política de difusión con autonomía sustancial | prensa comercial neutral; periodismo orientado a la información; pluralismo interno (con la excepción del pluralismo externo en el Reino Unido); modelo profesional de la difusión del gobierno; sistema formalmente autónomo |
| Profesionalización                             | profesionalización más débil; instrumentalización | fuerte profesionalización; autorregulación institucionalizada | fuerte profesionalización; autorregulación no institucionalizada |
| Papel del Estado en los Medios de Comunicación | fuerte intervención del Estado; subsidios a la prensa en Francia e Italia; periodos de censura "desregulación no-controlada" (excepto en Francia)                                         | fuerte intervención del Estado pero con protección a la libertad de prensa; subsidios a la prensa, particularmente fuerte en Escandinavia; fuerte servicio público de radiodifusión                  | dominados por el mercado (con la excepción del fuerte sistema público de radiodifusión en el Reino Unido e Irlanda) |

#### Los tres modelos: Características del Sistema Político[39]
| Dimensiones                                          | Modelo Mediterráneo o pluralista polarizado Francia, Grecia, Italia, Portugal, España                                                                | Europa del Norte/Central o Modelo Corporatista Democrático Austria, Bélgica, Dinamarca, Finlandia, Alemania, Holanda, Noruega, Suecia, Suiza. | Atlántico Norte o Modelo Liberal Reino Unido, Estados Unidos, Canadá, Irlanda,                           |
| ---------------------------------------------------- | --- | --- | --- |
| Historia Política; Patrones de Conducta y Consenso   | tardía democratización; pluralismo polarizado | Temprana democratización; pluralismo moderado (excepto Alemania, Austria hasta el 1945)                                                       | Temprana democratización; pluralismo moderado                                                            |
| Consenso o Gobierno Mayoritario                      | ambos | principalmente Consenso | principalmente Mayoritario                                                                               |
| Pluralismo individual frente a Pluralismo Organizado | pluralismo organizado; importante papel de los partidos políticos                                                                                    | pluralismo organizado; historia del pluralismo segmentado; corporativismo democrático                                                         | predominio de la representación individual sobre el pluralismo organizado (sobre todo en Estados Unidos) |
| Papel del EStado                                     | dirigismo, fuerte intervención del Estado y los partidos en la economía; períodos de autoritarismo;fuerte estado de bienestar en Francia y en Italia | fuerte estado de bienestar; intervención significante del Estado en la economía                                                               | liberalismo: un estado de bienestar más débil, sobre todo en Estados Unidos                              |
| Autoridad Legal-Racional                             | desarrollo más débil de la Autoridad Legal-Racional (excepto en Francia); clientelismo                                                               | fuerte desarrollo de la Autoridad Legal-Racional                                                                                              | fuerte desarrollo de la Autoridad Legal-Racional                                                         |

### Restricciones
Hallin y Mancini resaltan las restricciones de los tres modelos ya que se deben tener en cuenta a fin de no sobreestimar la validez y significancia de ellos. En primer lugar, ellos se centran en los Estados Nación y este nivel de análisis permite una perspectiva específica sobre las relaciones entre los medios y la política pero deja de lado otros hechos relevantes (por ejemplo, los desarrollos transnacionales del mercado de los medios de comunicación en Europa). Otro asunto importante es que los casos que constan de modelos simples cambian radicalmente (especialmente en el modelo liberal). Como consecuencia, los modelos muestran un amplio abanico de casos en los que su distinción se enturbia. Además, los medios de comunicación de los países analizados pueden no ser homogéneos (por ejemplo, las diferencias estructurales entre los sistemas de impresión y los sistemas de emisión en Alemania). Debido a las diferencias entre los países y las interferencias entre ellos, resulta difícil tratar con los 18 países como un único caso ya que dependen los unos de los otros y se influencian entre ellos. Por último, destaca la actividad de los medios de comunicación porque no pueden transformarse en entidades estáticas. Por lo tanto, los medios de comunicación seguirán evolucionando y habrá cambios a raíz de estos desarrollos, así que es necesario una vez más el hecho de reconsiderar las características de dichos modelos. Y por esto, Hallin y Mancini resaltan en otros debates que no pretenden que sus modelos sean tipologías universales que puedan aplicarse a otros casos mecánicamente. En lugar de eso, sugieren que se centren en sus dimensiones y en su utilidad y adaptación para analizar otros medios de comunicación de una manera adecuada - por ejemplo, en relación con los medios de comunicación de Europa del Este Hallin y Mancini proponen que el papel del Estado coja más peso y sobre todo el papel de la sociedad civil con el fin de que puedan entender estos sistemas de una manera apropiada.

### Tesis sobre la convergencia
Al final de su libro, Hallin y Mancini hablan sobre la tesis de la convergencia o tesis de la homogeneización. Las bases de su argumento constan de la observación de diferentes procesos de transformación que tienen lugar en Europa. Los procesos más importantes son la integración europea, políticamente igual en relación con los medios de comunicación (por ejemplo, las leyes de los medios de comunicación europeos), la disminución de los grupos de partidos políticos tradicionales, la influencia americana sobre la profesionalización del periodismo y, por último, la comercialización de los mercados de los medios de comunicación en Europe. Estos son los motivos principales por los que Hallin y Mancini concluyen que los países de Europa pueden encaminarse hacia el modelo liberal. Van incluso un paso más allá y plantean la hipótesis de que el núcleo de las fuerzas de la homogeneización o proceso de convergencia pueden ser válidos en otras partes del mundo. Sin embargo, Hallin y Mancini destacan que también deben haber limitaciones en este proceso ya que los elementos de este proceso están anclados a las diferencias estructurales entre los sistemas políticos de todo el mundo.

## Desarrollos recientes (más allá de mundo occidental)
Esta sección trata sobre temas y asuntos recientes porque aparecieron en un debate escolar en pleno desarrollo sobre la utilidad del trabajo de hallin y Mancini en otras ciudades, especialmente en las orientales:
- Muchos estudios reflexionan sobre la naturaleza del modelo pluralista polarizado y sobre su supuesta utilidad para muchos medios de comunicación más allá del mundo occidental, por lo que parece ser un modelo residual que sirve para todo.[45]
- Un asunto relevante es la cuestión de si el modelo pluralista polarizado incluye implicaciones normativas negativas (comparando con los otros dos modelos) que se convertirían en un modelo inferior o peor desarrollado.[46]
- Muchos estudios ponen en duda la tesis de la convergencia porque encuentran serias diferencias entre los casos que los estudios muestran y aquellos en los que se centran Hallin y Mancini, por lo tanto concluyen con que la globalización tendría mejor resultado por medio de la hibridación que por medio de los métodos de convergencia.[47] En relación con los medios de comunicación de occidente, Hardy, por ejemplo, resalta el hecho de acabar con los problemas de la concentración de la propiedad y los procesos culturales para aclarar y conocer la complejidad de los procesos de convergencia.[48]
- Se ha relacionado con la exclusión de nuevas tecnologías en línea y medios influyentes que son vitales para entender los cambios en las pautas de los medios de comunicación y sus hábitos de comunicación correspondientes, tanto internos como externos.[49] Asimismo, Hardy critica el rechazo hacia todos los tipos de medios de entretenimiento[50]
- Uno de los principales debates trata el límite hasta el que las variables que Hallin y Mancini tienen en cuenta para medir las dimensiones se pueden adaptar a casos que no sean occidentales para cumplir sus condiciones.[51] Otros critican la atención que han prestado Hallin y Mancini en las relaciones entre los medios y la política porque esa perspectiva no tiene en cuenta variables relacionadas. Por ejemplo, contextos económicos o culturales.[52]
- Respecto al desarrollo transnacional y global, las relaciones e influencias alrededor del mundo, algunos investigadores se preguntan si el análisis de un estado-nación aún resulta apropiado.[53] Por ejemplo, Jakubowicz sostiene que este nacionalismo metodológico (cf. Mihelj et al., 2008) es inapropiado ya que “los sistemas de medios de comunicación ya no están exclusivamente ligados a ningún sistema político en particular”.[54] Por otro lado Hardy apunta que “las dimensiones del Estado en el ámbito político, legislativo, cultural y social no disminuyen con la globalización”[55] y que “los sistemas de comunicación en gran medida permanecen nacionales en organización y enfoque”.[56]
- También se debate la idoneidad sobre basarse en estructuras y sistemas, como hicieron Hallin y Mancini, en lugar de tener en cuenta medios más dinámicos y procesos que no pueden abarcarse completamente por sistemas fijos.[57][58]
- Hallin y Mancini decidieron utilizar una estrategia modelo o tipificación para explicar ciertas coincidencias en sus casos. Otros investigadores comentan que generalizar y abstraer conlleva riesgos desde un punto demasiado cercano al comienzo de la investigación.[59]

Este debate refleja la situación en la que se encuentra la teoría de Hallin y Mancini, ya que actualmente es “el marco analítico más desarrollado hasta el momento para entender la relación entre los medios y el sistema político”. Como consecuencia, hay muchos estudios que aplican y adaptan los parámetros a los casos que estudian. 

Por ejemplo, Dobek-Ostrowska y sus colaboradores publicaron la edición del volumen Sistemas mediáticos comparados. Ámbito europeo y global (2010) que contiene estudios comparativos en referencia o aplicando el modelo de Hallin y Mancini para los medios en Europa oriental y central. Se investigan casos prácticos de medios de comunicación en Israel, Polonia, países bálticos, Brasil, Sudáfrica, Rusia, China y el mundo árabe y se utiliza el modelo de Hallin y Mancini para hacer una reflexión metodológica refiriéndose a los medios de comunicación de países no occidentales. 

Jonathan Hardy realizó una investigación más a fondo, en la que analizó las implicaciones de la transformación de los procesos que moldean los medios de comunicación contemporáneos. Tal y como hicieron Hallin y Mancini, Hardy se centra en medios de comunicación de países democráticos occidentales (actualmente 18 países) y adjunta su tesis de convergencia mientras se centra en la impresión y la radiodifusión (principalmente televisión). Elige cuatro paradigmas (concretamente: la teoría de democracia liberal, el neoliberalismo, libertarianismo y la crítica de la economía política) como un marco para examinar la relación entre los medios y la política, los medios y los principios, la privatización de los medios y los procesos de transnacionalización.

Además, la aproximación de Roger Blum (2005) es un intento de y completar los modelos de Hallin y Mancini al añadir y modificar dimensiones (desarrolló 9 dimensiones en vez de 4), clasificándolas como liberales, reguladas, o entre esos dos extremos. Blum identifica seis modelos de sistemas mediáticos ,<refPara un resumen, cf. Jakubowicz (2010), pp. 4-6.</ref> pero no “explica cómo creó dichos modelos y por qué no es necesaria ninguna otra combinación ni especificación”, así que el modelo de Blum necesita aún soporte empírico.
Otros estudios se centran en un único aspecto del marco teórico y lo analizan en detalle. Por ejemplo, Curran y sus compañeros (2009) estudian las implicaciones del movimiento en relación con unos sistemas de comunicación más orientados al mercado y comparan noticias y conocimientos públicos sobre asuntos públicos en los diferentes sistemas de comunicación, comprobando la hipótesis de que “los sistemas basados en el mercado (...) impiden el ejercicio de una ciudadanía informada
También hubo varias conferencias “desatadas” por el marco teórico de Hallin y Mancini, por ejemplo la International Media and Communication Conference “Comparing Media Systems: West Meets East” organizada por el departamento de comunicación y periodismo de la Universidad de Wroclaw (23–25 de abril de 2007), a la que más de 100 investigadores llegaron o conferencias iniciadas por Hallin y Mancini mismos en Perugia en 2007 y en San Diego en 2009
La investigación comparativa de los medios de comunicación es un subcampo alentador e importante de comunicación transfronteriza mediada. Y el marco conceptual de Hallin y Mancini ha contribuido a su consolidación y progresión.